# 西八条禅尼
西八条禅尼（にしはちじょうぜんに、建久4年（1193年） - 文永11年9月18日（1274年10月19日））は、鎌倉時代前期から中期にかけての女性。鎌倉幕府の第3代将軍・源実朝の御台所（正室）。
父は後鳥羽天皇の外叔父（母方の叔父）である公卿の坊門信清。兄に坊門忠信、坊門忠清、姉妹に西御方（坊門局、後鳥羽天皇後宮）、坊門位子（大納言局、順徳天皇後宮）らがいる。
「西八条禅尼」は出家後の通称で、法名は本覚尼（ほんがくに）。実名を信子（のぶこ）とする説が流布しているが、実際には「信子」という名は伝わっていない。『尊卑分脈』において信清の妹として掲載されている「信子」と混同したものと考えられている。

## 生涯
元久元年（1204年）実朝の正室となって鎌倉へ赴いた。実朝との仲は良かったといわれるが、子はできなかった。建保4年（1216年）、尼御台政子の命により実朝の兄・頼家の娘（後の竹御所）を猶子に迎える。建保7年（1219年）に実朝が暗殺されると翌朝には出家し、その後京に戻った。
承久3年（1221年）5月に起こった承久の乱では、兄たちが朝廷軍として幕府と交戦し敗北。忠信は首謀者の一人とみなされ東国へ連行されたが、西八条禅尼の嘆願により死罪を免れている。
九条大宮の地に夫の菩提寺・遍照心院（現在の大通寺）を建立した。文永11年（1274年）9月18日に死去。享年82。

## 関連作品
小説
- 一色るい『源実朝の妻』甲陽書房、1986年。ISBN 978-4875311119。
- 佐藤雫『言の葉は、残りて』集英社、2020年。ISBN 978-4-08-771697-9。

テレビドラマ
- 『草燃える』（1979年、NHK大河ドラマ） - 演：多岐川裕美（役名は音羽）
- 『鎌倉殿の13人』（2022年、NHK大河ドラマ） - 演：加藤小夏（役名は千世）